# بوليت كلوب
بوليت كلوب  يختصر في بعض الأحيان إلى BC هو فريق مصارعة محترفة مستقر يظهر بشكل أساسي في شركة الترفيه اليابانية نيو جابان برو ريسلينغ (NJPW). تظهر المجموعة بشكل ملحوظ في الولايات المتحدة في رنغ أوف هونر (ROH)، وأحيانًا التحالف الوطني للمصارعة (NWA)..
تم تشكيل المجموعة في مايو 2013 عندما قام المصارع الأيرلندي فين بالور بخيانة شريكه الياباني ريوسوكي تاجوتشي وانضم إلى المصارع الأمريكي كارل أندرسون وقام المصارعين في كونسيخو مونديال دي لوتشا ليبري (CMLL) أيضًا بجولات في NJPW كأعضاء في Bullet Club، مما أدى إلى تشكيل مجموعة فرعية تسمى Bullet Club Latinoamerica في CMLL في أكتوبر 2013.
في أبريل 2014 غادر ديفيت NJPW وتم استبداله في Bullet Club بالمصارع الأمريكي إيه جيه ستايلز، وفي الشهر التالي استقبل Bullet Club أول عضو ياباني عندما خان يوجيرو تاكاهاشي ناديخ السابق وساعد ستايلز في الحصول على بطولة IWGP للوزن الثقيل، وانضم إلى النادي الشرير في هذه العملية، وفي يونيو التالي فاز أعضاء Bullet Club أيضًا ببطولة إنتركونتيننتال IWGP.

## المفهوم
تم تصميم Bullet Club من قبل نيو جابان برو ريسلينغ  (NJPW) في أوائل عام 2013 بعد استجابة إيجابية من المعجبين لقصة، حيث قام فين بالور بتشغيل شريكه في فريق العلامات منذ فترة طويلة Ryusuke Taguchi لتشكيل شراكة خبيثة مع Bad Luck Fale. وفي الأص كان من المقرر أن يذهب دفيت وFale كثنائي، ولكن تم تغيير ذلك مع كارل أندرسون والتاما تونغا لتشكيل مجموعة قايجن (أجنبي) مستقرة. ابتكر ديفيت اسم Bullet Club والذي كان في إشارة إلى إيماءة يده بمسدس الإصبع ولقب "Real Shooter" ولقب Anderson، "The Machine Gun". وعند تسمية المجموعة صرح ديفيت أنه لا يريد تحديد كلمة "the" قبل الاسم أو اسم يتكون من ثلاثة أحرف فقط.  وشملت الأسماء الأخرى التي تم اعتبارها للمجموعة Bullet Parade وBullet League وBullet Brigade. واعتبارًا من مايو 2016 أصبحت علامة Bullet Club التجارية مملوكة لشركة NJPW. ووراء الكواليس كان الأعضاء الأربعة المؤسسون لـ Bullet Club من أفضل الأصدقاء وشركاء السفر.
نظرًا لأن Bullet Club مملوكة لـ NJPW يجب أن تتم الموافقة على جميع المصارعين الذين ينضمون إلى الإسطبل، بما في ذلك أولئك الذين انضموا في أحداث Ring of Honor (ROH)، من قبل NJPW Booker Gedo.

## التاريخ

### قيادة الأمير ديفيت (2013-2014)
في 3 فبراير 2013 قام الأمير ديفيت بطل IWGP للوزن الثقيل الصغير بتثبيت بطل IWGP للوزن الثقيل هيروشي تاناهاشي في مباراة فرق حيث واجه هو وكارل أندرسون تاناهاشي وشريك فريق أبولو 55 منذ فترة طويلة ريوسوكي تاجوتشي. وأدى ذلك إلى مباراة بين ديفيت وتاناهاشي في 3 مارس في الذكرى 41 لـ NJPW. وعلى الرغم من أن لقب أي من اللاعبين لم يكن على المحك في المباراة فقد تعهد تاناهاشي بالتخلي عن بطولة IWGP للوزن الثقيل في حالة فوز ديفيت. وبعد هزيمة ديفيت ذهب تاناهاشي لمساعدة خصمه ولكن تم دفعه بعيدًا من قبل بطل الوزن الثقيل الصغير المحبط.
في الأسابيع التالية بدأ ديفيت في تصوير شخصية أكثر مغرورًا وشريرًا وازدراء بانتظام كل من الشركاء والمعارضين باستثناء Ryusuke Taguchi الذي حاول مواكبة موقفه الجديد.

### قيادة إيه جيه ستايلز (2014-2016)
في وقت لاحق في Invasion Attack 2014  ظهر المصارع الأمريكي AJ Styles كأحدث عضو في Bullet Club، مهاجمًا IWGP Heavyweight Champion Kazuchika Okada. ادعى ستايلز الذي عرف أوكادا منذ أيام عملهما معًا من أجل الترويج لـ Total Nonstop Action Wrestling (TNA)، أن أوكادا كان لا يزال نفس «الصبي الصغير» (الصاعد) الذي كان يعرفه في TNA وأكد أنه المنافس التالي على لقبه. بعد Invasion Attack 2014  تم وضع أندرسون كزعيم جديد لـ Bullet Club. ومع ذلك تم اعتبار ستايلز قائدًا لنسخة ROH من Bullet Club،  وهو الدور الذي منحته NJPW أيضًا بحلول نهاية عام 2015. ومع ذلك فقد أكد ستايلز أنه لم يكن القائد أبدًا حيث قال إن المجموعة «[لم] تتبع أي شخص». في 3 مايو في Wrestling Dontaku 2014، هزم ستايلز أوكادا ليصبح بطل IWGP للوزن الثقيل الجديد عندما تحول Yujiro Takahashi على أوكادا وانضم إلى بوليت كلوب ليصبح أول عضو ياباني. مع حصول Bullet Club على لقب NJPW الأعلى، واحتفاظه أيضًا بلقب Tag team وإضافة أعضاء جدد تم وصف هذا بأنه «ولادة جديدة» للنادي الذي كان يحتفل بعيده السنوي الأول خلال الحدث.

### قيادة كيني أوميغا (2016-2018)

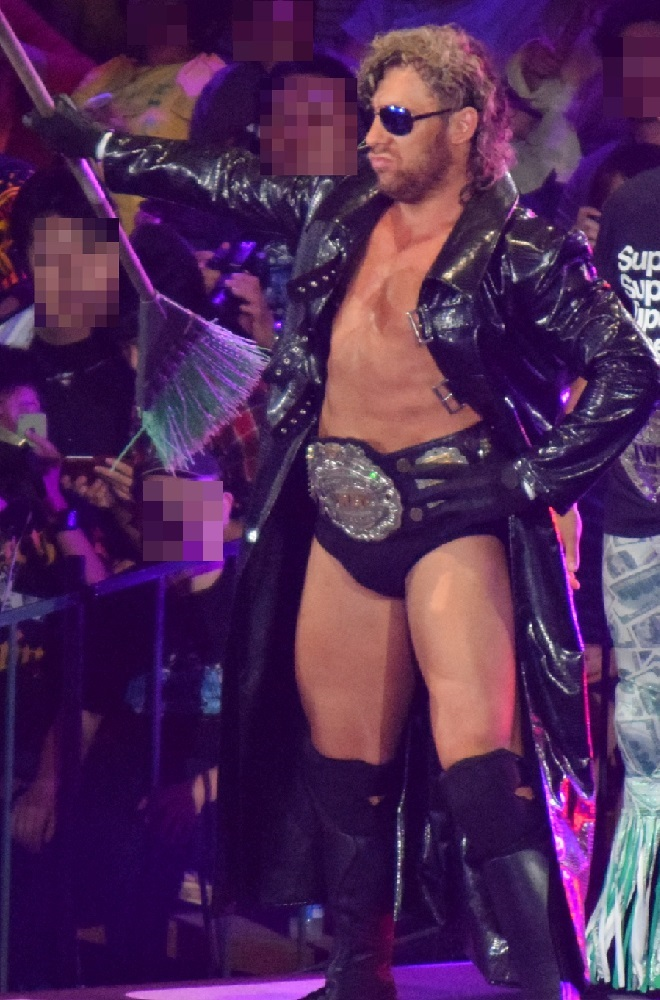
كيني أوميغا، الذي تولى منصب القائد الرابع لنادي Bullet في يناير 2016

في 4 يناير 2016 في Wrestle Kingdom 10 استعاد The Young Bucks بطولة IWGP للوزن الثقيل للناشئين، وخسر أوميغا بطولة IWGP للوزن الثقيل للناشئين وخسر أندرسون وجالوز بطولة IWGP Tag Team.  في مباراة العنوان النهائية لـ Bullet Club لهذا الحدث، تحدى ستايلز شينسكي ناكامورا دون جدوى لبطولة IWGP Intercontinental Championship. وبعد ساعات من الحدث تم الإبلاغ عن أن أندرسون وGallows وستايلز قد أعطوا إخطارهم لـ NJPW بمغادرة الترويج لـ WWE. وفي اليوم التالي قام باقي أعضاء Bullet Club بطرد ستايلز من المجموعة مع تولي أوميغا القيادة. وأعلن أوميغا أيضًا عن تخرجه من قسم الناشئين للوزن الثقيل،  مشيرًا إلى أنه لا يريد إعادة مباراة مع كوشيدا، بل مباراة مع ناكامورا لبطولة IWGP إنتركونتيننتال.
في 4 يناير 2017  في Wrestle Kingdom 11 خسر The Young Bucks بطولة IWGP Junior Heavyweight Tag Team أمام روبونجي فايس. بينما خسرت فرقة غيلاس أوف ديستني [الإنجليزية] بطولة IWGP Tag Team أمام توموهيرو إيشي وتورو يانو. وفي الحدث الرئيسي للعرض تحدى أوميغا كازوتشيكا أوكادا دون جدوى لبطولة IWGP للوزن الثقيل.
في 7 أبريل خاض أوميغا وكودي مباراة فردية في Supercard of Honor XII مع تعرض قيادة Bullet Club للخطر. وخلال المباراة، حاول يانج باكس مساعدة أوميغا من خلال ضرب كودي. ومع ذلك أدى هذا إلى نتائج عكسية عندما ابتعد كودي عن الطريق وركل أوميغا بدلاً من ذلك. وبفضل ذلك تمكن كودي من استخدام Cross Rhodes على أوميغا للفوز بالمباراة.
بعد فوزه على Kazuchika Okada في نهائيات كأس اليابان الجديدة 2020، انقلب  Evil على زميله المستقر Tetsuya Naito وانضم إلى بوليت كلوب، وفي الليلة التالية في Dominion في Osaka-jo Hall، هزم ايفيل نايتو ليصبح بطل IWGP للوزن الثقيل وبطل القارات بمساعدة عضو بوليت كلوب الجديد ديك توغو. وبعد المباراة، أعلن ايفيل أنه تولى السيطرة على بوليت كلوب في غياب وايت ليصبح أول زعيم ياباني للنادي، وفي 21 أغسطس 2020 تغلب على كينتا ديفيد فينلي وفاز بأول بطولة جديدة لكأس اليابان بالولايات المتحدة الأمريكية، وبالتالي كسب مباراة مستقبلية لبطولة الولايات المتحدة الأمريكية IWGP.
في 8 أكتوبر 2018 في King of Pro-Wrestling  انضم أعضاء Chaos السابقون جاي وايت وجادو وجيدو إلى نادي بوليت كلوب، كما تم الإعلان عن المصارع الأسترالي روبي إيجلز سيصبح عضو جديد كشريك فريق علامة Ishimori في Super Jr. Tag League.
في 24 أكتوبر 2018 أعلن كودي أنه لم يعد عضوًا في Bullet Club عبر حسابه الرسمي على تويتر.  وأكد Matt Jackson أنه وCody Rhodes وKenny Omega وMarty Scurll وNick Jackson وAdam Page يطلق عليهم الآن اسم The Elite وأنهم لم يعودوا جزءًا من بوليت كلوب. وقام جميع الأعضاء باستثناء واحد (Scurll) بمغادرة NJPW وROH وهم الآن جزء من الترويج الجديد آول إليت ريسلينغ.

### قيادة جاي وايت (2018 إلى الوقت الحاضر)

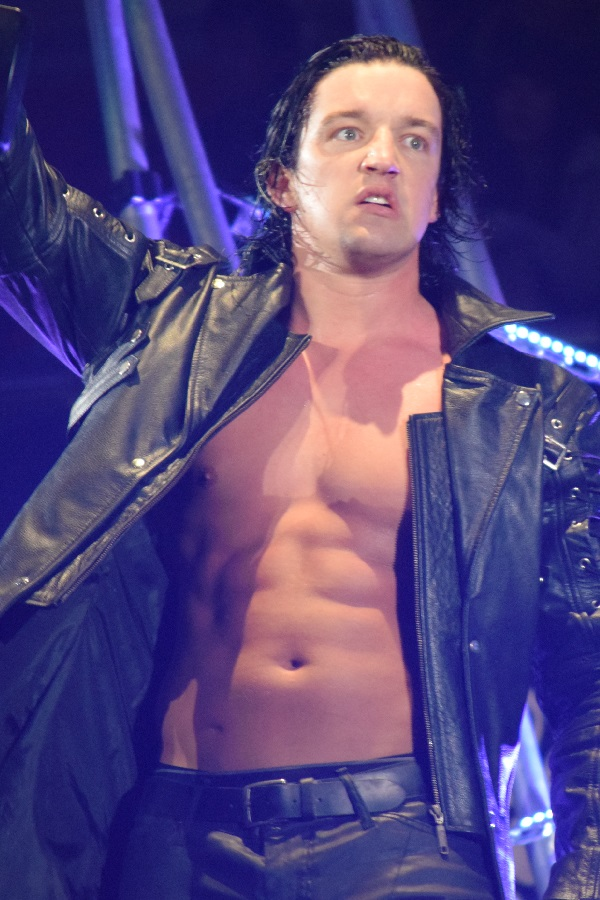
جاي وايت، الذي تولى منصب القائد الخامس لـ Bullet Club

في 31 أغسطس في Royal Quest أول عرض تم الترويج له بشكل مستقل لـ NJPW في المملكة المتحدة، هزم كينتا توموهيرو إيشي في بطولة الوزن المفتوح المطلقة، وبالتالي فاز بأول بطولة له في NJPW وجلب اللقب إلى Bullet Club. في حدث Destruction in Kobe، هزم White Tetsuya Naito ليفوز ببطولة IWGP Intercontinental Championship في الحدث الرئيسي.
في Wrestle Kingdom 14 خسر غيلاس أوف ديستني ألقاب Tag team إلى Juice Robinson وDavid Finlay، وخسر وايت بطولة إنتركونتيننتال مرة أخرى إلى Naito وIshimori وPhantasmo وفقدوا ألقاب الفريق في الوزن الثقيل للناشئين إلى Roppongi 3K، وفقد كينتا بطولة الوزن المفتوح أمام هيروكي غوتو .
في 29 أغسطس 2020 في Summer Struggle في Jingu، أعاد إيشيموري  بطولة IWGP للوزن الثقيل للناشئين بفوزه على Hiromu Takahashi وفي الوقت نفسه خسر ايفيل لقب الوزن الثقيل والعابرة للقارات إلى نايتو.
عاد كل من جاي وايتوكينتا إلى اليابان من أجل G1 Climax 30، مع زملائه من أعضاء «بوليت ايفيل كلوب» وإيشيموري الذين يشاركون أيضًا في البطولة. وكان هذا بمثابة بداية صراع داخلي داخل بوليت كلوب، حيث أصبح ايفيل مترددًا في التخلي عن قيادة المجموعة مرة أخرى لصالح وايت، مما أدى إلى وجود قائدين بحكم الواقع في وقت واحد، مع تحالف أعضاء آخرين أكثر مع واحد أو آخر. اقترب كل من وايت (في المربع A) وايفيل (في المربع B) من الفوز بمجموعتيهما برصيد 12، لكنهما لم ينجحا في النهاية.
في 7 نوفمبر في Power Struggle، دافع كينتا بنجاح عن شهادة حقوق تحدي بطولة الولايات المتحدة الأمريكية الجديدة لكأس اليابان IWGP، في حين هزم وايت الفائز في G1 Climax كوتا إيبوشي ليفوز بشهادة IWGP للوزن الثقيل وبطولات القارات IWGP في بطولة Wrestle Kingdom 15، مما يمثل أول مرة في تاريخ G1 Climax يفشل فيها الفائز في الدفاع بنجاح عن شهادة حقوق التحدي الخاصة به. في الحدث الرئيسي، حاول ايفيل استعادة ألقاب الوزن الثقيل وإنتركونتيننتال من نايتو مع تدخل وايت في نهاية المباراة وإثارة هجوم على ايفيل قبل الشروع في مهاجمة نايتو بدلاً من ذلك ومع ذلك طارد إبوشي وايت وهزم نايتو في النهاية إيفل ليحتفظ بألقابه.

## وسائل الإعلام
في يناير 2016 أعلنت NJPW عن قرص DVD يؤرخ تاريخ Bullet Club ويضم مقابلات مع أعضاء من الفريق والذي تم إصداره في 30 مارس 2016. وفي يناير 2017 أُعلن أن لعبة فيديو تيكن 7  ستحتوي على قميص Bullet Club كزي بديل لجميع الشخصيات.

## الأعضاء

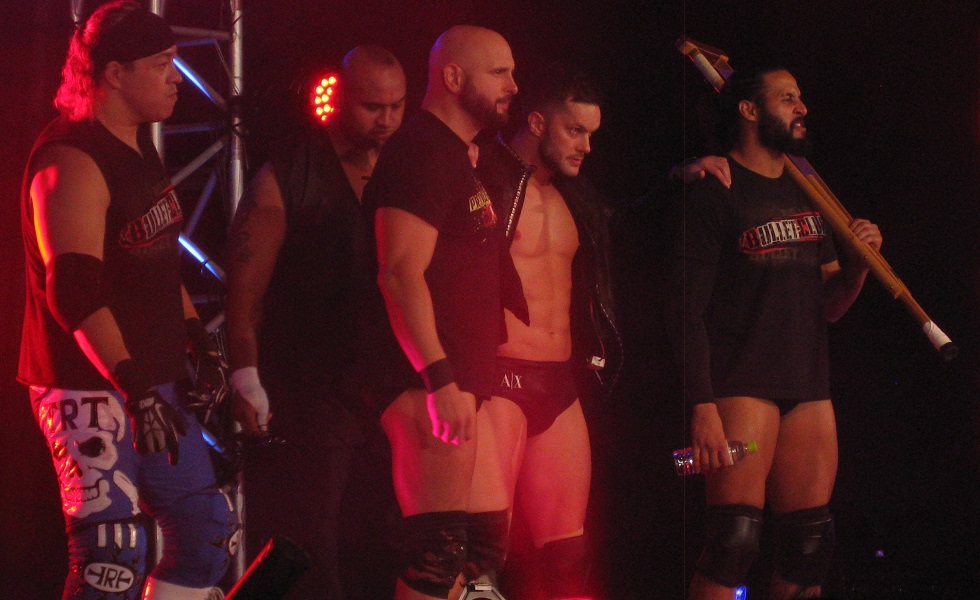
نادي بوليت كلوب في سبتمبر 2013: (من اليسار إلى اليمين) ري بوكانيرو، وباد لاك فال، وكارل أندرسون، فين بالور، وتاما تونغا

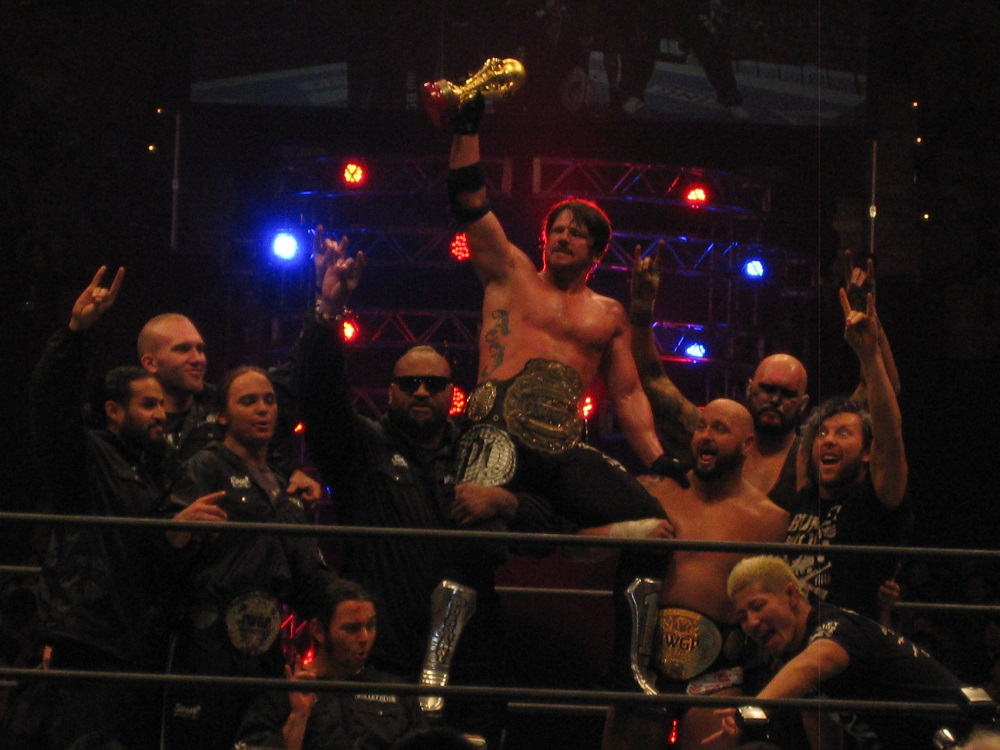
تجسيد Bullet Club لعام 2015، والذي يتميز بإيه جيه ستايلز الذي يتم رفعه كبطل IWGP للوزن الثقيل وكذلك نيك جاكسون يرتدي حزام بطولة IWGP Junior Heavyweight Tag Team وKarl Anderson يرتدي حزام بطولة IWGP Tag Team

| *  | عضو مؤسس |
| I- | القائد   |

### الأعضاء الحاليين
| عضو              | عضو | انضم            |
| ---------------- | --- | --------------- |
| Bad Luck Fale    | *   | مايو 3, 2013    |
| Chase Owens      |     | أكتوبر 23, 2015 |
| Dick Togo        |     | يوليو 12, 2020  |
| El Phantasmo     |     | مارس 8, 2019    |
| Evil             | VI  | يوليو 11, 2020  |
| Gedo             |     | أكتوبر 8, 2018  |
| Hikuleo          |     | سبتمبر 6, 2017  |
| Jado             |     | أكتوبر 8, 2018  |
| Jay White        | V   | أكتوبر 8, 2018  |
| Kenta            |     | أغسطس 12, 2019  |
| Taiji Ishimori   |     | مايو 4, 2018    |
| Tama Tonga       | *   | مايو 3, 2013    |
| Tanga Loa        |     | مارس 12, 2016   |
| Yujiro Takahashi |     | مايو 3, 2014    |

### أعضاء سابقون
| العضو            | العضو | انضم            | غادر                    |
| ---------------- | ----- | --------------- | ----------------------- |
| Adam Cole        |       | مايو 8, 2016    | مايو 12, 2017           |
| A.J. Styles      | III   | أبريل 6, 2014   | يناير 5, 2016           |
| Bone Soldier     |       | سبتمبر 25, 2016 | يناير 5, 2017           |
| Cody             |       | ديسمبر 10, 2016 | أكتوبر 24, 2018         |
| Cody Hall        |       | يناير 5, 2015   | أبريل 10, 2016[note 4]  |
| Doc Gallows      |       | نوفمبر 23, 2013 | فبراير 20, 2016         |
| El Terrible      |       | يوليو 5, 2013   | ديسمبر 13, 2013[note 4] |
| Frankie Kazarian |       | فبراير 11, 2017 | مارس 10, 2017           |
| Hangman Page     |       | مايو 9, 2016    | أكتوبر 30, 2018         |
| Jeff Jarrett     |       | أغسطس 10, 2014  | يناير 4, 2015[note 4]   |
| Karl Anderson    | * II  | مايو 3, 2013    | فبراير 20, 2016         |
| Kenny Omega      | IV    | نوفمبر 8, 2014  | أكتوبر 30, 2018         |
| La Comandante    |       | أكتوبر 11, 2013 | ديسمبر 13, 2013[note 4] |
| Marty Scurll     |       | مايو 12, 2017   | أكتوبر 30, 2018         |
| Matt Jackson     |       | أكتوبر 25, 2013 | أكتوبر 30, 2018         |
| Nick Jackson     |       | أكتوبر 25, 2013 | أكتوبر 30, 2018         |
| Prince Devitt    | * I   | مايو 3, 2013    | أبريل 6, 2014           |
| Rey Mysterio     |       | سبتمبر 5, 2013  | أكتوبر 13, 2013[note 4] |
| Robbie Eagles    |       | أكتوبر 8, 2018  | يونيو 30, 2019          |

### أعضاء غير متفرغين
| العضو                         | انظم            | آخر ظهور               |
| ----------------------------- | --------------- | ---------------------- |
| Amber Gallows                 | يناير 4, 2015   | يناير 5, 2016          |
| Brandi Rhodes                 | ديسمبر 10, 2016 | أكتوبر 24, 2018        |
| Gino Gambino                  | نوفمبر 11, 2017 | يونيو 30, 2019[note 4] |
| Mao                           | مايو 3, 2014    | يناير 4, 2016          |
| Mephisto                      | يناير 18, 2015  | يناير 19, 2015[note 4] |
| King Haku                     | يناير 4, 2016   | يوليو 7, 2018[note 4]  |
| Pieter "Tokyo Latina"[note 5] | سبتمبر 22, 2016 | ديسمبر 6, 2019[note 4] |
| Stephen Amell                 | نوفمبر 17, 2017 | سبتمبر 1, 2018         |
| Scott D'Amore                 | أغسطس 10, 2014  | يناير 4, 2015[note 4]  |

## مجموعات فرعية

### حالية
| شركة تابعة                      | الأعضاء              | الفترة                | الفئة    | الترويج |
| ------------------------------- | -------------------- | --------------------- | -------- | ------- |
| حرب العصابات من المصير (G.O.D ) | تاما تونجا تانجا لوا | 2016 إلى الوقت الحاضر | Tag team | NJP ROH |
| جادو وجدو                       | جدو جادو             | 2018 إلى الوقت الحاضر | Tag team | NJPW    |

### سابقة
| شركة تابعة                  | الأعضاء                                                                            | الفترة         | الفئة         | الترويج               |
| --------------------------- | ---------------------------------------------------------------------------------- | -------------- | ------------- | --------------------- |
| فريق الكل في                | كودي مات جاكسون نيك جاكسون                                                         | 2018-2019      | الثلاثي       | ROH                   |
| نخبة بوليت كلوب             | كودي كيني أوميغا مات جاكسون نيك جاكسون آدم بيج مارتي سكورل                         | 2016-2018      | مستقر         | NJPW ROH              |
| بوليت كلوب-أمريكا اللاتينية | الرهيب لا كوماندانتي ميفيستو ري بوكانيرو تاما تونجا                                | 2013-2015      | مستقر         | CMLL                  |
| Bullet Club OG              | تاما تونجا تانجا لوا تايجي إيشيموري جادو جدو سيئة الحظ فال هاكو يونغ باكس          | 2018-2019      | مستقر         | NJPW                  |
| تايجي إيشيموري وإل فانتاسمو | تايجي إيشيموري El Phantasmo                                                        | 2019-2020      | فريق العلامة  | NJPW                  |
| ديك وكرات                   | صفحة الجلاد يوجيرو تاكاهاشي                                                        | 2017-2018      | فريق العلامات | NJPW                  |
| فريق الحلم                  | آدم كول كيني أوميغا مات جاكسون نيك جاكسون                                          | 2016-2017      | الرباعية      | NJPW ROH              |
| النخبة                      | كيني أوميغا مات جاكسون نيك جاكسون مارتي سكورل كودي رودز تشيس أوينز يوجيرو تاكاهاشي | 2016-2018      | مستقر         | NJPW ROH دائرة مستقلة |
| المشنقة وأندرسون            | دوك المشنقة كارل أندرسون                                                           | 2013 حتى اليوم | فريق العلامات | NJPW ROH دائرة مستقلة |
| معلقة باكس                  | صفحة الجلاد مات جاكسون نيك جاكسون                                                  | 2017-2018      | الثلاثي       | ROH                   |
| ثلاثي فاخر                  | كودي كيني أوميغا مارتي سكورل                                                       | 2017-2018      | الثلاثي       | NJPW ROH              |
| Superkliq                   | آدم كول مات جاكسون نيك جاكسون                                                      | 2016-2017      | الثلاثي       | NJPW ROH دائرة مستقلة |
| سوبر الأوغاد                | مارتي سكورل مات جاكسون نيك جاكسون                                                  | 2017-2018      | الثلاثي       | NJPW ROH دائرة مستقلة |
| يونغ باكس                   | مات جاكسون نيك جاكسون                                                              | 2013-2018      | فريق العلامات | NJPW ROH دائرة مستقلة |

## البطولات والإنجازات
- كونسيخو مونديال دي لوتشا ليبري

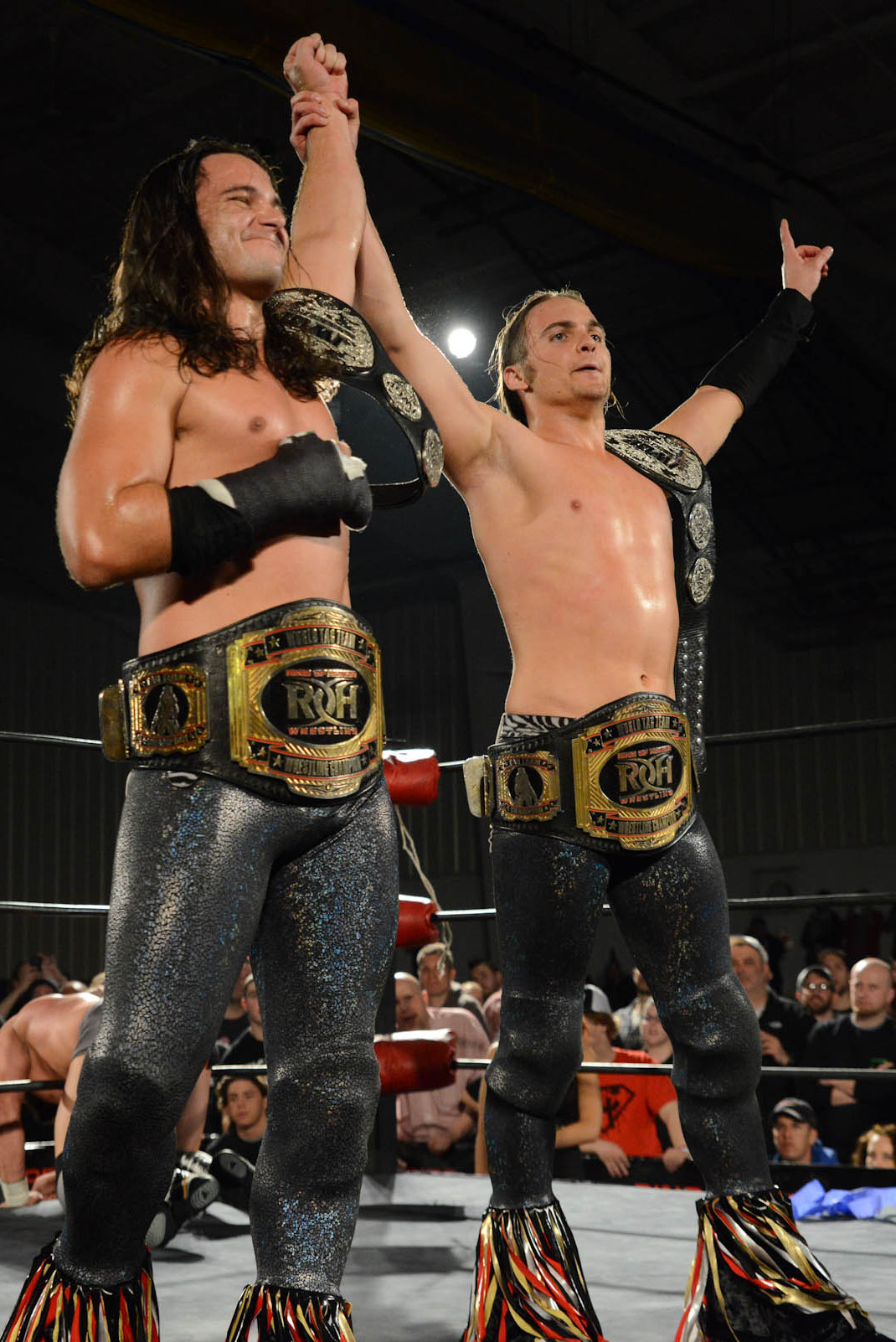
(من اليسار إلى اليمين) مات ونيك جاكسون، The Young Bucks، يمثلان بوليت كلوب كفريق IWGP Junior Heavyweight Tag Team وأبطال ROH World Tag Team

  - بطولة العالم للوزن الثقيل CMLL ( مرة واحدة ) - تيربل [67]
  - بطولة CMLL World Tag Team ( مرتين ) - تيربل وتونغا(1)،  بوكانيرو وتونجا (1)
  - البطولة الوطنية المكسيكية للوزن الخفيف الثقيل ( مرة واحدة ) - ميفيستو
- مصارعة القوة العالمية
  - بطولة GFW NEX * GEN ( مرة واحدة ) - كودي [68]

- مصارعة نوا سموكي ماونتين
  - بطولة NWA الجنوبية الشرقية للوزن الثقيل ( مرة واحدة ) - أوينز [69]

- المصارعة العائلية للترفيه
  - بطولة FWE للوزن الثقيل ( مرة واحدة ) - ستايلز [70]
  - بطولة FWE Tag Team ( مرة واحدة ) - The Young Bucks
- اتحاد المصارعة الألماني
  - كأس العالم للوزن الخفيف الثقيل (2019) - فانتاسمو [71]
- النخبة الكندية المصارعة
  - النخبة 8 (2017) - أوينز [72]

- تحالف المصارعة الوطني
  - بطولة NWA العالمية للوزن الثقيل ( 1 مرة ) - كودي [73]
  - بطولة NWA العالمية للسيدات ( مرة واحدة ) - المشنقة [74]

- مصارعة اليابان الجديدة للمحترفين
  - بطولة IWGP للوزن الثقيل ( 5 مرات ) - ستايلز (2)، أوميغا (1)، وايت (1)، والشر (1) [75]
  - بطولة IWGP للقارات ( 4 مرات ) - فال (1)، أوميغا (1)، وايت (1)، والشر (1) [76]
  - بطولة IWGP للوزن الثقيل للناشئين ( 6 مرات، حاليًا ) - ديفيت (1)، [77] أوميغا (2)، سكورل (1)، وإيشيموري (2، حاليًا) [78]
  - بطولة IWGP Junior Heavyweight Tag Team ( ثمان مرات ) - The Young Bucks (7)، Phantasmo وIshimori (1) [79]
  - بطولة IWGP للفرق الثنائية ( 10 مرات ) - أندرسون وشنجر (3)، لوا وتونجا (6)، يونغ باكس (1) [80]
  - بطولة الولايات المتحدة IWGP ( مرتين) - أوميغا (1)  وكودي (1) [81]
  - أبدا بطولة الوزن المفتوح ( 2 مرات ) - تاكاهاشي (1) [82] وكنتا (1)
  - أبدا بطولة Openweight 6-Man Tag Team ( 7 مرات ) - Fale وTakahashi وTonga (1) وOmega وThe Young Bucks (2) وFale وLoa وTonga (2) وScurll and The Young Bucks (1) وإيشيموري ولوا وتونجا (1) [83]
  - Best of the Super Juniors ( 2013 ) - ديفيت [84]
  - رابطة العلامات العالمية ( 2013 ) - أندرسون والمشنق [85]
  - رابطة العلامات العالمية ( 2020 ) - لوا وتونجا
  - كأس سوبر جي ( 2019 ) - فانتاسمو
  - بطولة Super Jr. Tag Tournament ( 2013 ) - The Young Bucks
  - G1 Climax ( 2016 ) - أوميغا [86]
  - كأس اليابان الجديدة ( 2020 ) - الشر
  - كأس اليابان الجديد الولايات المتحدة الأمريكية (2020) - كينتا
  - بطولة IWGP الولايات المتحدة (2017) - أوميغا
- Pro Wrestling Guerrilla
  - بطولة PWG World Tag Team ( مرة واحدة ) - The Young Bucks
- مصارعة المحترفين المصور
  - عداء العام (2017) Omega vs. Kazuchika Okada [87]

- دي دي تي برو ريسلنغ
  - بطولة Ironman للوزن الثقيل ( مرة واحدة ) - The Young Bucks 1 [88]

- مصارعة الثورة للمحترفين
  - بطولة RPW البريطانية للوزن الثقيل ( 1 مرة ) - ستايلز
  - بطولة RPW البريطانية لوزن كروزر ( 2 مرات ) - ديفيت (1)، فانتاسمو (1)
- رينغ أوف هونر
  - بطولة ROH العالمية ( 3 مرات ) - كول (2) وكودي (1) [89]
  - بطولة ROH World Six-Man Tag Team ( مرتين ) - Page and The Young Bucks (1)، [92] Cody and The Young Bucks (1)
  - بطولة ROH World Tag Team ( 4 مرات ) - Loa and Tonga (1)، The Young Bucks (3) [93]
  - بطولة ROH العالمية للتلفزيون ( 1 مرة ) - Scurll
  - مصارع ROH للعام (2017) - كودي [94]
  - فريق العلامة للعام (2017) - The Young Bucks [95]
  - أفضل مدخل معركة نهائي (2017) - Scurll [96]
  - نجم الاختراق لهذا العام (2017) - الصفحة [97]

- سبورتس إليسترايتد
  - مصارع العام (2017) - أوميغا [98]

- مصارعة الدائرة التربيعية
  - بطولة 2CW Tag Team (مرة واحدة، نهائية) - The Young Bucks
- طوكيو سبورتس
  - جائزة التقنية (2016) - أوميغا [99]
  - جائزة أفضل بوت (2017) Omega vs. Kazuchika Okada في 4 يناير [100]
  - جائزة أفضل بوت (2018) Omega vs. Kazuchika Okada في 9 يونيو [101]

- بطولة العالم للمصارعة
  - بطولة العالم للوزن الثقيل WSW ( مرة واحدة ) - النسور
  - بطولة WSW Tag Team ( مرة واحدة ) - The Young Bucks
- تصارع سيرك
  - بطولة Big Top-Tag Team (مرة واحدة) - Loa and Tonga [102][103]

- ثقافة المصارعة المحترفة / المصارعة المتحدية
  - بطولة WCPW / Defiant (مرة واحدة) - Scurll [104][105]
  - بطولة WCPW للإنترنت (مرة واحدة) - كودي [106]

- النشرة الإخبارية للمصارعة
  - أفضل مناورة المصارعة (2014) سائق ميلتزر يونغ باكس [107]
  - أفضل مناورة المصارعة (2015) تصادم  ستايلز [108]
  - أفضل مناورة مصارعة (2016، 2017، 2018) ملاك أوميغا ذو الجناح الواحد [109][110][111]
  - عداء العام (2017) Omega vs. كازوتشيكا أوكادا
  - المصارع الأكثر تميزًا (2014، 2015، 2016) ستايلز
  - أفضل لاعب في اليابان (2018) - أوميغا
  - الأكثر تحسنًا (2018) - الصفحة [112]
  - المصارع الأكثر تميزًا (2018) - أوميغا
  - أفضل مباراة مصارعة للمحترفين للعام (2014) Styles ضد. مينورو سوزوكي في 1 أغسطس
  - مباراة مصارعة المحترفين لهذا العام (2017) Omega vs. Kazuchika Okada في 4 يناير
  - أفضل مباراة مصارعة للمحترفين لهذا العام (2018) أوميغا مقابل. Kazuchika Okada في 9 يونيو
  - فريق العلامات لهذا العام (2014، 2015، 2016، 2017، 2018) The Young Bucks
  - أسوأ وسيلة للتحايل (2016) Bone Soldier
  - مصارع العام (2015، 2016) ستايلز
  - أفضل بوكير - جدو (2018، 2019) [113][114][112]

## روابط خارجية
- BizClizOfficial على تويتر.
- Bullet Club في Shop.NJPW.co.jp باللغة اليابانية

| الإنجازات                        | الإنجازات                                                    | الإنجازات                           |
| -------------------------------- | ------------------------------------------------------------ | ----------------------------------- |
| سبقه هيروشي تاناهاشي             | الفائز في G1 Climax 2016 Kenny Omega                         | تبعه تيتسويا نايتو                  |
| سبقه Kazuchika Okada             | الفائز في كأس نيو جابان 2020 Evil                            | تبعه                                |
| سبقه Hirooki Goto & كارل أندرسون | الفائز في World Tag League 2013 Karl Anderson & Luke Gallows | تبعه Hirooki Goto & كاتسيوري شيباتا |
| سبقه Ryusuke Taguchi             | الفائز في Best of the Super Juniors 2013 Prince Devitt       | تبعه ريكوشيت                        |
| سبقه أليكس شيلي and كوشيدا       | الفائز في Super Jr. Tag Tournament 2013 The Young Bucks      | تبعه بوبي فيش وكايل أورايلي         |
| سبقه كوشيدا                      | الفائز في Super J-Cup 2019 El Phantasmo                      | تبعه                                |